# Boulevard Montmartre
Der Boulevard Montmartre (bulvaʁ mɔ̃.maʁtʁ) ist ein 215 Meter langer Boulevard im 2. und 9. Arrondissement von Paris. Er gehört zu den vier Grands Boulevards des Rive Droite.

## Lage
Der Boulevard Montmartre liegt zwischen den Boulevards Poissionière und Haussmann. Er beginnt an der Rue Montmartre/Rue du Faubourg Montmartre und endet an der Rue de Richelieu/Rue Drouot. Er wird bedient von der Métro Paris durch die Métrolinie 8 und 9 (Haltestelle Richelieu – Drouot).

## Namensursprung
Der Boulevard leitet seinen Namen von der in der Nähe liegenden Porte Montmartre ab und nicht vom Montmartre, wie der Name vermuten lässt, denn er liegt nicht auf diesem Hügel.

## Geschichte

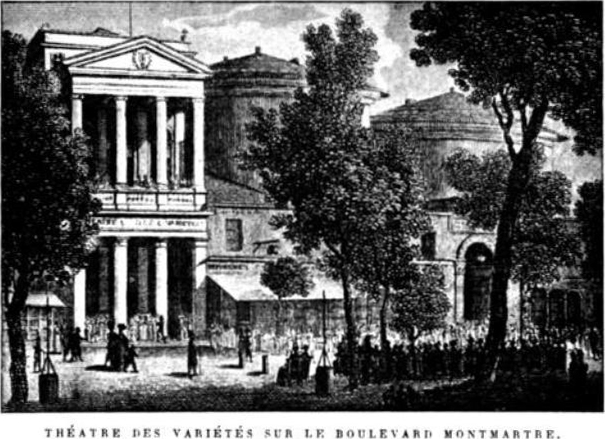
Boulevard Montmartre 7
Théâtre des Variétés (1821)

Der Boulevard Montmartre entstand nach der Entfernung der veralteten Festungsmauer von Ludwig XIII. im Jahr 1679, die überflüssig geworden war, und deren alte Wallmauern durch unbebautes Ackerland (Morastgebiet) führte. Er wurde per Letters Patent im Zuge der Neuordnung der Straßen in Paris angeordnet. Die Arbeiten begannen im Juli 1676 und endeten im Jahre 1705.
Das Gebiet zwischen dem Boulevard und der alten Umfassungsmauer, das sich hinter der heutigen Rue Feydeau (ehemals Rue des Fossés-Montmartre) befand, wurde ab Ende des 17. und Anfang des 18. Jahrhunderts durch den Bau von Privatvillen urbanisiert, das Land im Norden ab Mitte des 18. Jahrhunderts durch den Bau des Herrenhauses Augny (heute Rathaus des 9. Arrondissement von Paris).
Zunächst entstanden ab Juni 1670 die Boulevards Saint-Denis, Saint-Martin, du Temple, de Filles du Calvaire und Beaumarchais. Im Juli 1676 genehmigte ein Patent seinen Bau, der 1705 vorläufig zum Ende kam und 1763 endgültig fertiggestellt werden konnte. Er erhielt seinen Namen nach dem alten Stadttor Porte Montmartre, das bereits 1633 abgerissen wurde. Während der Französischen Revolution hieß er zwischen 1793 und 1795 Boulevard Montmarat (anderes Wort für Montmartre). Am 4. Mai 1826 legte ein königliches Dekret seine Breite auf 35 Meter fest, am 2. März 1864 erhielt er seinen heutigen Namen.

## Gebäude

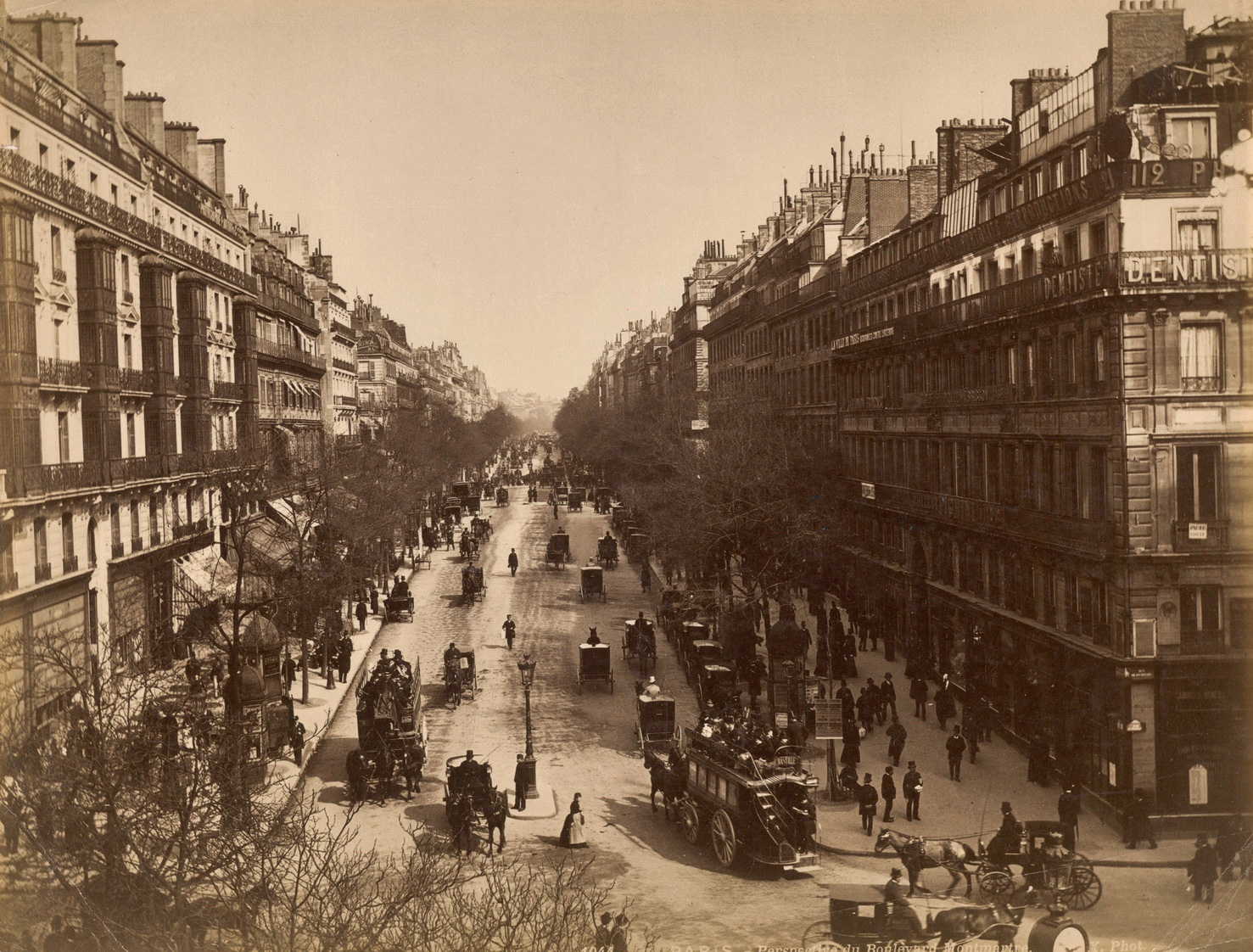
Boulevard Montmartre (1870)
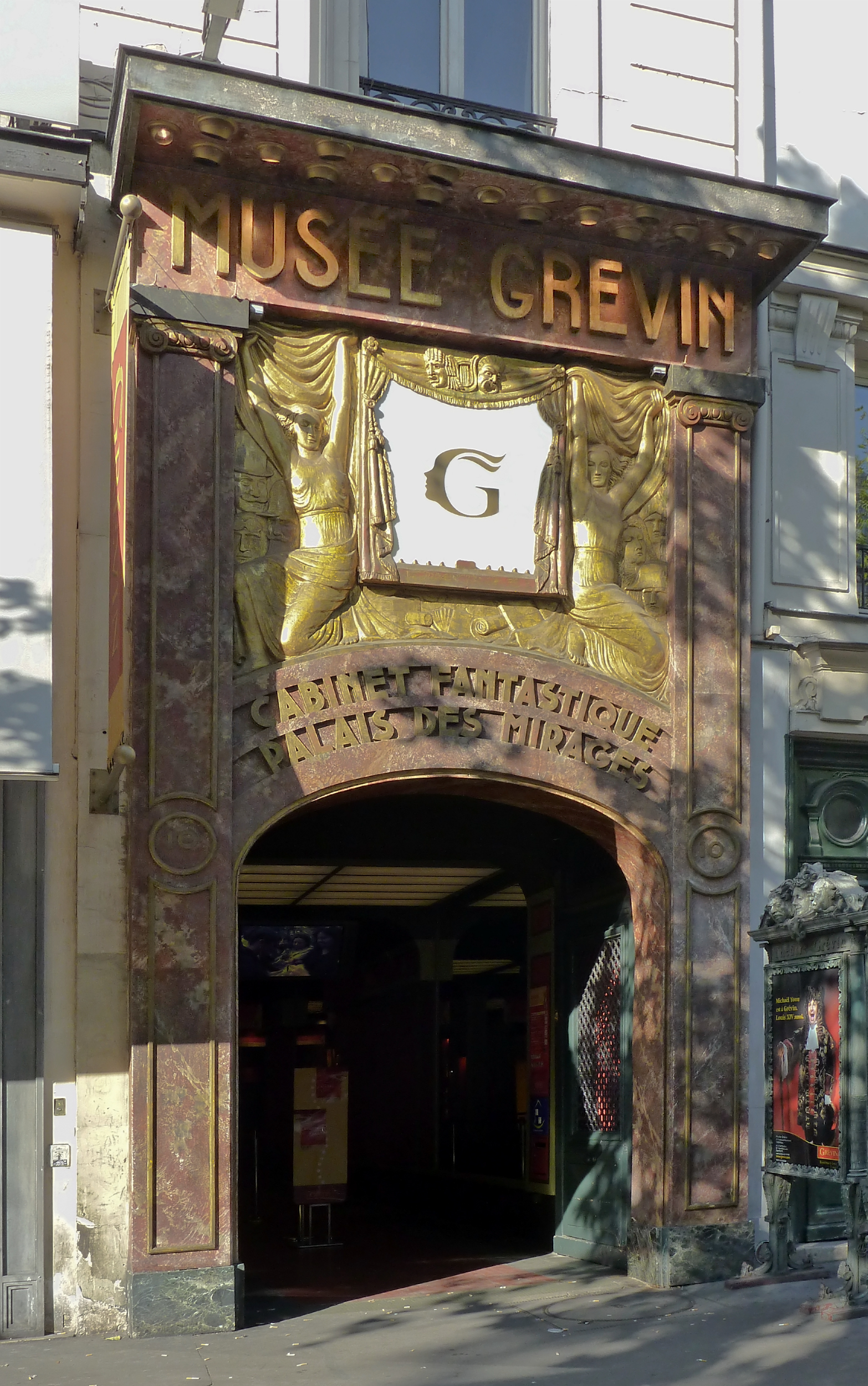
Boulevard Montmartre 10 – Musée Grévin (September 2009)
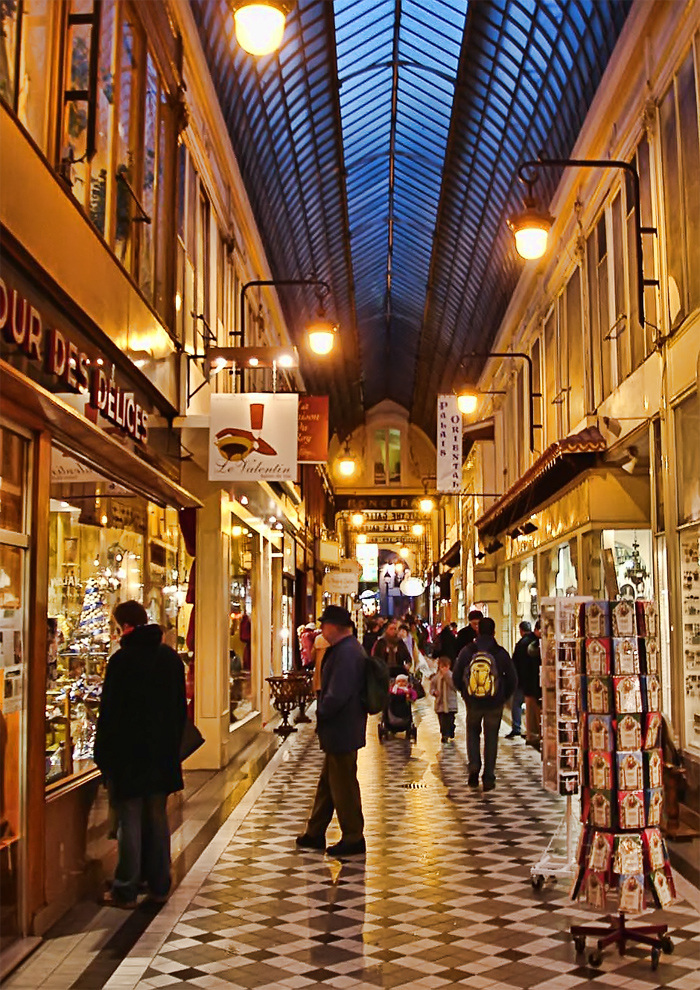
Boulevard Montmartre 10 – Passage Jouffroy (März 2007)
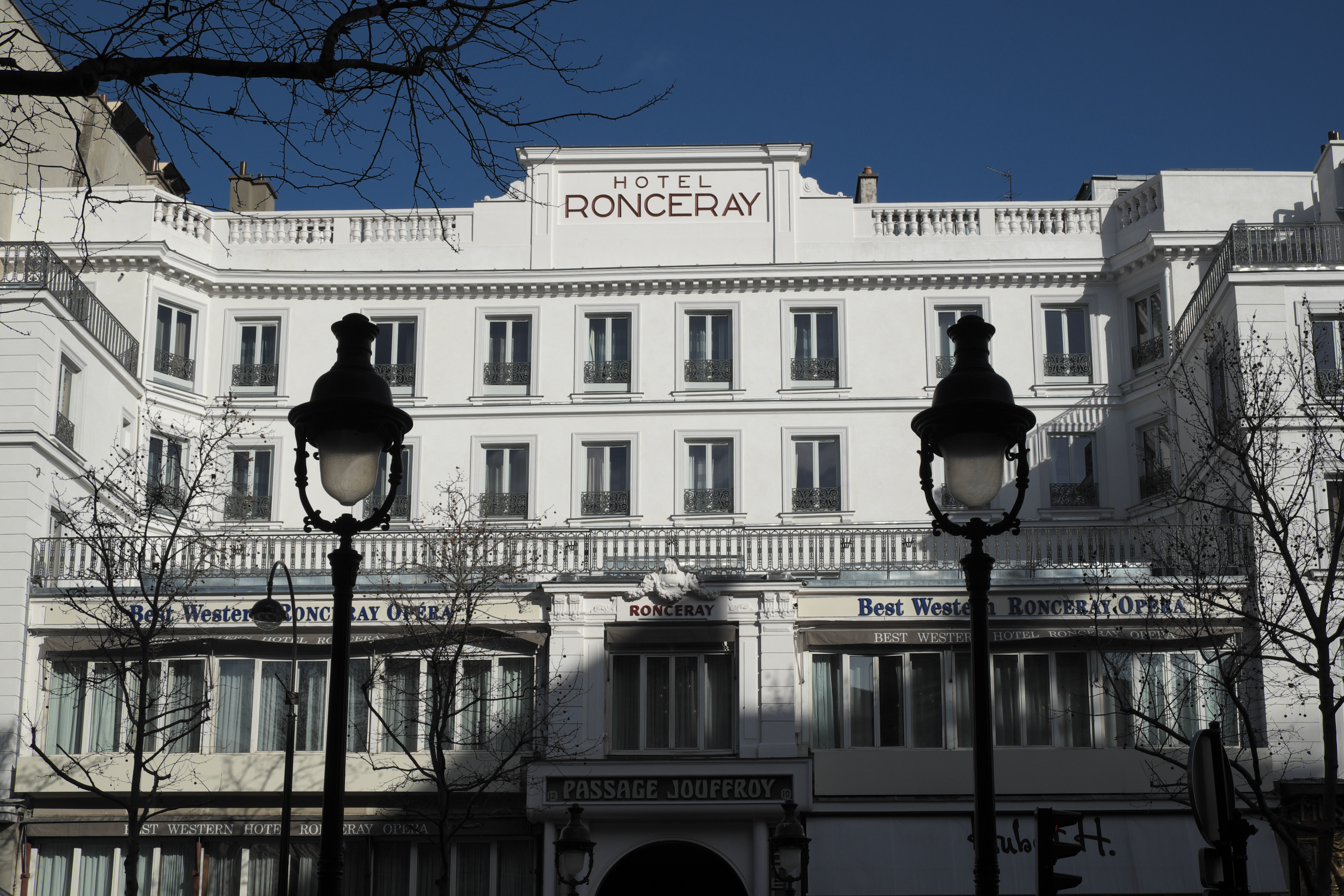
Boulevard Montmartre 10–12 – Hôtel Ronceray (Februar 2016)
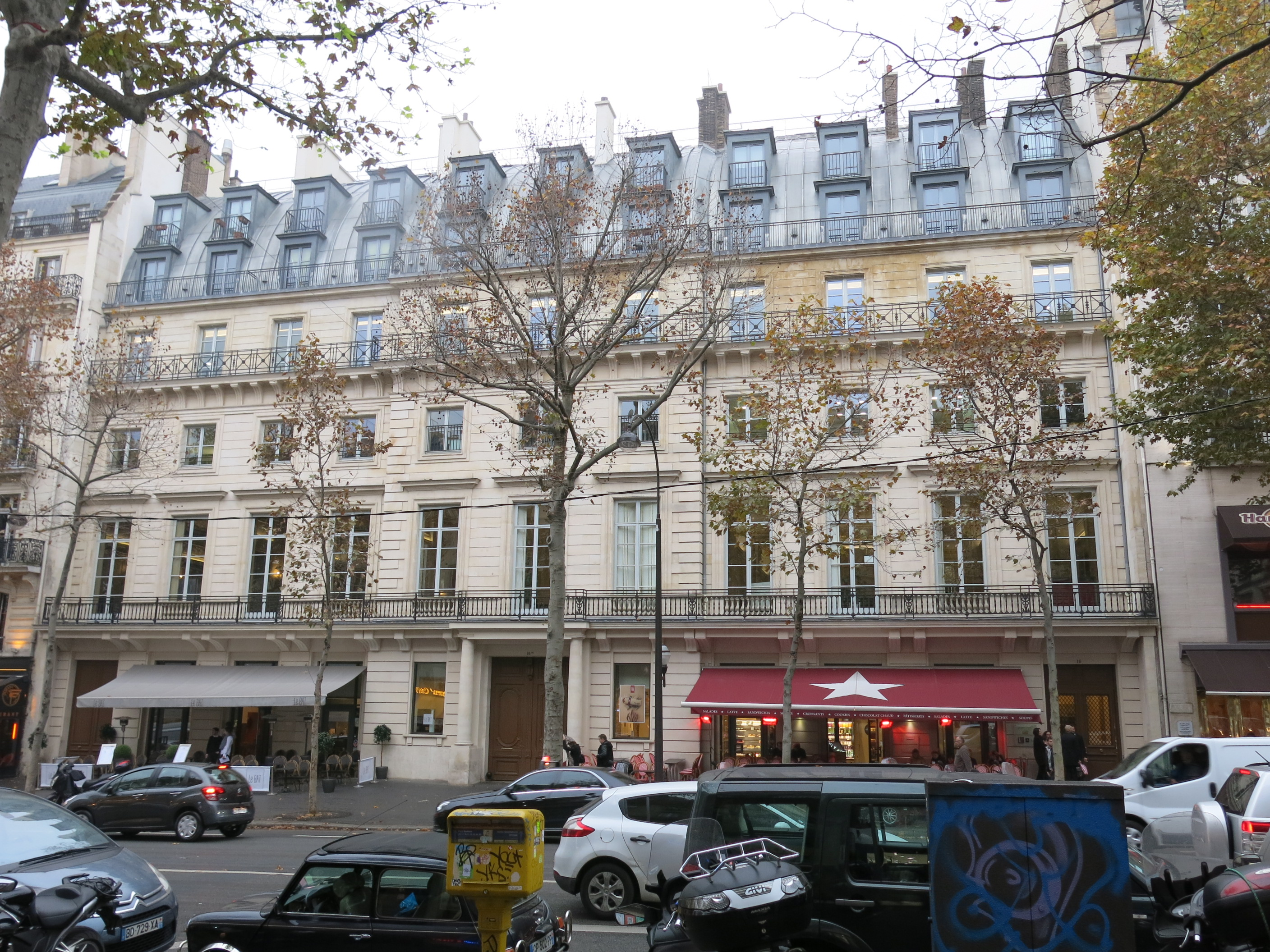
Hôtel de Mercy-Argenteau (2010)

An Nr. 1 lag das von Ludwig XV. gegründete Café de la Porte Montmartre mit internationalen Zeitungen, das nach dem hier gelegenen Stadttor benannt war. Seine heutige Adresse ist boulevard Poissonnière Nr. 29. Das Théâtre des Variétés in Nr. 7 wurde am 24. Juni 1807 von Marguerite Brunet eröffnet. Hier fanden ab 1864 fünf Uraufführungen von Werken Jacques Offenbachs statt. Die Passage Jouffroy in Nr. 10–12 entstand 1846 und wird auf der gegenüber liegenden Seite durch die Passage des Panoramas (Nr. 11–13) verlängert. In Nr. 13 entstand 1818 das Café Véron, in Nr. 23 entstand bereits 1789 das 1838 abgerissene Café Frascati. Das berühmte Wachsfigurenkabinett Musée Grévin eröffnete am 5. Juni 1882 in Nr. 10, der Komponist Gioachino Rossini lebte zwischen 1828 und 1832 im heutigen Hôtel Ronceray (Nr. 10–12), das Hard Rock Cafe (Nr. 14) begann im September 1991.

## Sonstiges

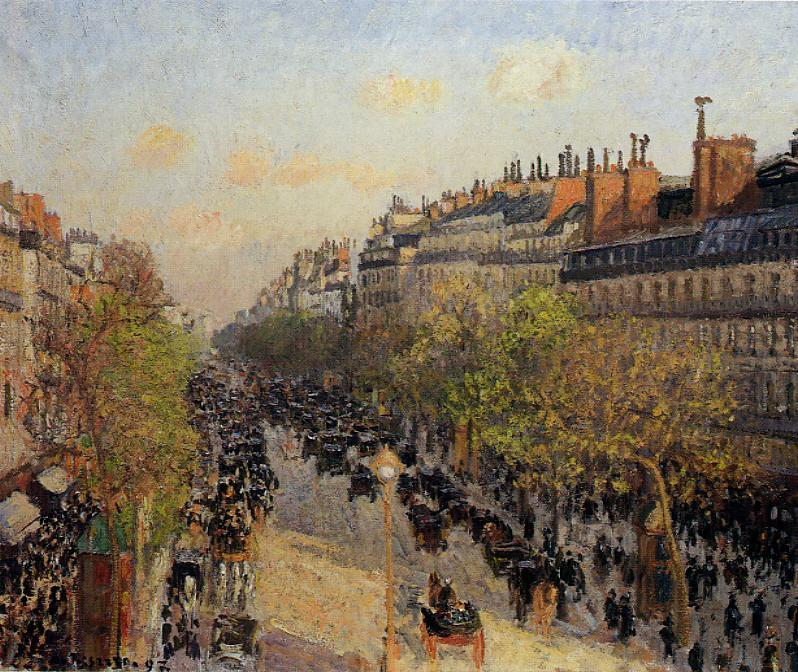
Camille Pissarro: Boulevard Montmartre an einem Wintermorgen (1897)

Camille Pissarro schuf 1897 mehrere Gemäldeversionen unter dem Titel Boulevard Montmartre an einem Wintermorgen.